# Scorpaena colorata
Scorpaena colorata är en fiskart som först beskrevs av Gilbert, 1905.  Scorpaena colorata ingår i släktet Scorpaena och familjen Scorpaenidae. Inga underarter finns listade i Catalogue of Life.